# Klimontów (województwo małopolskie)
Klimontów – wieś w Polsce położona w województwie małopolskim, w powiecie proszowickim, w gminie Proszowice.
| SIMC    | Nazwa      | Rodzaj    |
| ------- | ---------- | --------- |
| 0331843 | Hołdowiec  | część wsi |
| 0331850 | Niwy       | część wsi |
| 0331866 | Stara Wieś | część wsi |
| 0331872 | Wielopole  | część wsi |
| 0331889 | Wojewódzka | część wsi |

Wieś duchowna Klimuntów, własność Opactwa Benedyktynek w Staniątkach położona była w drugiej połowie XVI wieku w powiecie proszowskim województwa krakowskiego.
W latach 1975–1998 miejscowość administracyjnie należała do województwa krakowskiego. 

## Edukacja
W Klimontowie działa Szkoła Podstawowa im. Św. Jadwigi Królowej, publiczna ośmioletnia szkoła podstawowa, w szkole zorganizowany jest również oddział przedszkolny.

### Historia szkoły
Kiedy w 1885 roku właścicielami Klimontowa zostali Dziedziccy stan budynku szkolnego był opłakany. Nowy właściciel Klimontowa w pierwszym roku po objęciu wsi podjął trud budowy nowej szkoły, gdyż stara była w bardzo złym stanie. W tymże samym roku za namową Adama Dziedzickiego zabrano się do budowy nowej szkoły. W 1915 roku szkoła była jednoklasowa. W 1917/18 r. w szkole było już 4 oddziały a uczęszczało 140 dzieci. Dalsza rozbudowa szkoły to lata 1946/47 i wtedy do starego, parterowego budynku dobudowano piętrowe skrzydło o 4 izbach lekcyjnych. W 1955 roku rozebrano starą część szkoły, a na tym miejscu wybudowano drugą nową. Znajdowały się w niej 2 izby lekcyjne, pokój na pomoce naukowe, kancelarię i 10 pomieszczeń mieszkalnych. Trzecia rozbudowa szkoły to rok 1988. Maria Gładysz, pełniąca funkcję dyrektora szkoły powołała Społeczny Komitet Rozbudowy Szkoły i współpracując ze społeczeństwem, władzami Gminy i Kuratorium Oświaty doprowadziła do zakończenia budowy szkoły w 1992 roku. Równocześnie została wyremontowana starsza część budynku, wymieniono przy tym okna i instalację centralnego ogrzewania. Dobudowane skrzydło mieściło 4 sale lekcyjne, nową kotłownię, zastępczą salę gimnastyczną i sanitariaty. Decyzją Zarządu Gminy i Miasta w Proszowicach z dnia 25 marca 1999 r. zostało założone Gimnazjum w Klimontowie. Decyzja weszła w życie z dniem podpisania z mocą od 1 września 1999 r. W Klimontowie pozostała również sześcioklasowa Szkoła Podstawowa. W części budynku mieściła się pracownia komputerowa i trzy klasy gimnazjum. W ten sposób powstał Zespół Szkół w Klimontowie.

## Historia
Wieś Klimontów rozciąga się od 3,5 km do 4,5 km na NE od Proszowic. Jest to jedna z najstarszych wsi w gminie Proszowice.
Nazwy odnotowane w Słowniku historyczno-geograficznym województwa krakowskiego w średniowieczu:
- 1228 in Lutouici z fals. z XIII w.,
- 1242 Luthcouycze z aut.,
- 1243 Lutowice z aut., Climentow, Luthouice z fals.,
- 1253 Climontow,
- 1254 Lutovici Climentow dictum,
- 1259 in Lutouich nomine, que nunc Climontow appellatur,
- 1270 Climentow,
- 1384 de Climentowicz,
- 1401 Climantow,
- 1403 Clementhow,
- 1449 de Clymąthowa,
- 1452 Klimyanthow,
- 1497 in Clymvnthowo,
- 1518 in Clymynkow.

Wieś była pierwotnie własnością drobnej szlachty i zwała się Lutowice. W 1228 r. Lutowice przeszły w ręce Klemensa z Ruszczy, herbu Gryf, kasztelana krakowskiego i od jego imienia pochodzi obecna nazwa wsi Klimontów. Przez wieki dobra wchodzące w skład Klimontowa były własnością klasztoru benedyktynek w Staniątkach koło Niepołomic. W 1774 r. stały się własnością skarbu. Potem kilka razy zmieniali się właściciele wsi, od skarbu nabył ją Józef Sołtyk, który w 1813 r. sprzedał w Janowi Rudnickiemu. Potem właścicielami byli Kamoccy. W 1881 r. przeszły w ręce Dziedzickich (ojca, następnie syna). Nowy właściciel Klimontowa Dziedzicki w pierwszym roku po objęciu wsi podjął trud budowy nowej szkoły, gdyż stara była w bardzo złym stanie.
Wszystko wskazuje na to, że Klimontów w dawnych czasach posiadał dwór obronny. Jednym z dowodów na to, są obszerne lochy ciągnące się dziesiątkami kilometrów, biegnące na wschód (znaleziono wejście do nich w Nagórzanach, dawny powiat Pińczowski), jak i na południe i zachód. Odnoga prowadząca na południe łączyła prawdopodobnie dwór w Klimontowie z zamkiem Królowej Bony, który znajdował się w Proszowicach.
Ciekawostką jest, że wydra Pana Paska pochodziła ze Szreniawy. Rodzina wyder gnieździła się jeszcze przed i w czasie ostatniej wojny w małej rzeczce płynącej przez łąki klimontowskie.
A czarny ogier, na którym król Jagiełło wyruszył pod Grunwald na rozprawę z Krzyżakami, wyrósł na łąkach szreniawskich.

## Zabytki
Obiekt wpisany do rejestru zabytków nieruchomych województwa małopolskiego.
- Zespół dworski: dwór, park, A-619 z 14.03.1990 [A-480/M] - skreślono budynek dworu decyzją z dnia 17.03.2016 r.

7 września 2015 roku dwudziestowieczny drewniany dwór szlachecki został zniszczony w wyniku pożaru.

## Warunki naturalne
Wieś Klimontów rozłożyła się przede wszystkim w dolinie rzeki Klimontówki (dopływ Szreniawy) płynie ona praktycznie przez środek wsi. Wzdłuż niej musieli osiedlać się pierwsi mieszkańcy. Pierwotnie teren był tu pokryty lasem, który wycinano, bądź wypalano. Zamieniono go w pola uprawne ze względu na urodzajne gleby w tej okolicy (czarnoziemy lessowe).
Wieś ta mogła być kiedyś większa, z czasem jednak ulegała okrojeniu, przez zakładanie nowych osad w sąsiedztwie (głównie w XIV w.). Granice wsi są poprowadzone granicami wododziałów poszczególnych dopływów rzeki Szreniawy.

## Klimontów – dziś
Wieś ma 868,39 ha powierzchni oraz 1145 (luty 2011) ludności. We wsi znajduje się 289 zagród (2005) oraz: szkoła podstawowa z salą gimnastyczną, ośrodek zdrowia, kościół parafialny i cmentarz, drewniany dwór szlachecki wybudowany na początku XX w. (według projektu St. Witkiewicza – tego samego, który projektował w tamtych czasach najpiękniejsze wille w Zakopanem) i zabytkowy park z pięknymi starymi drzewami, remiza OSP, boisko sportowe.
Ze względu na przebiegającą przez Klimontów i zyskującą na znaczeniu drogę wojewódzką nr 776 we wsi rozwija się drobny przemysł i usługi – powstała ferma drobiu, placówka banku, fabryka pomp natomiast w dawnym sklepie GS powstała piekarnia. 

## Organizacje społeczne
W Klimontowie swoją siedzibę mają: LKS Agricola Klimontów, Ochotnicza Straż Pożarna KSRG Klimontów, Koło Gospodyń Wiejskich Klimontów.

## Parafia Klimontów
W Klimontowie znajduje się parafia pod wezwaniem Najświętszej Maryi Panny Królowej Polski.

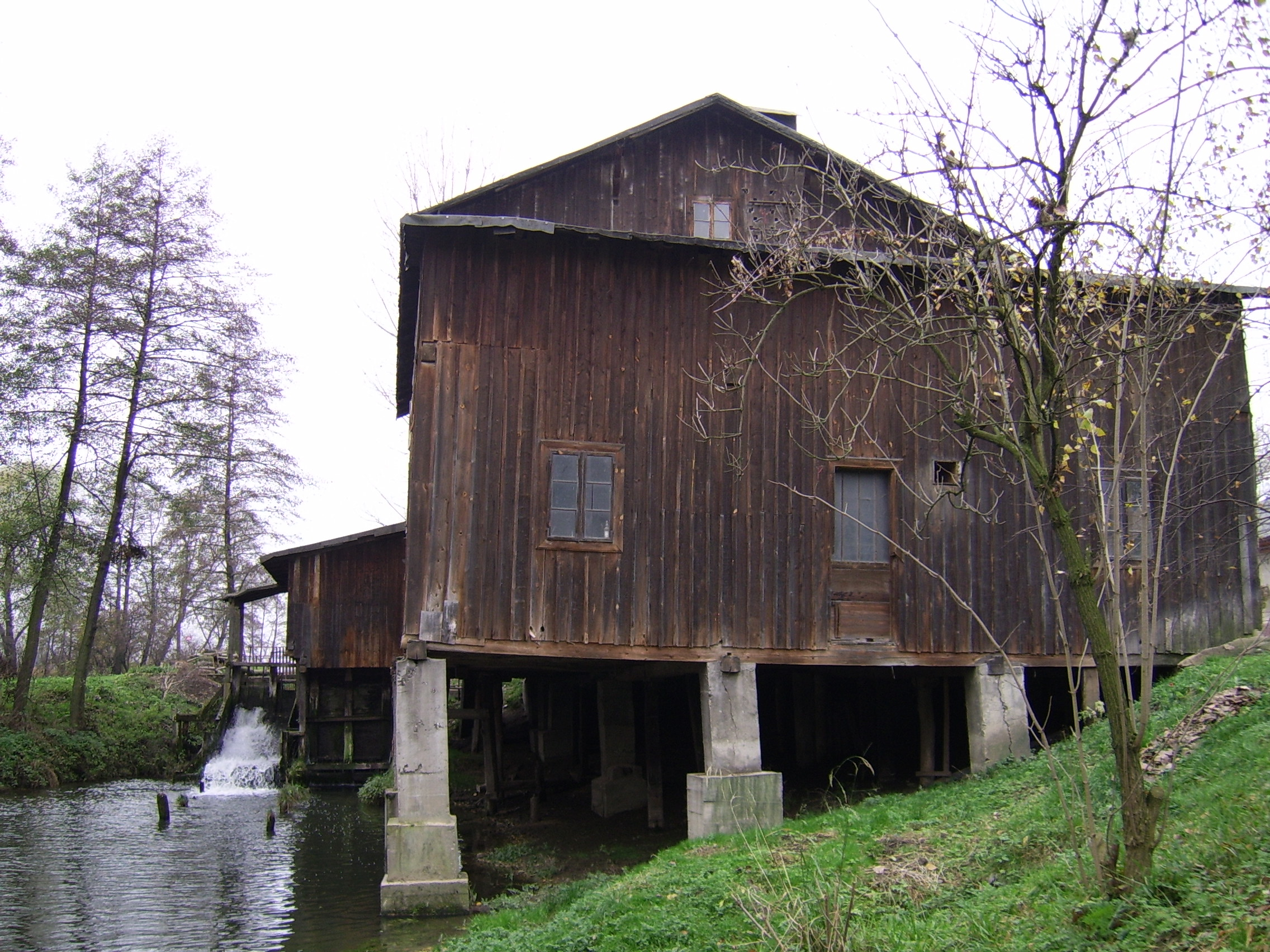
Młyn nad rzeką Szreniawą
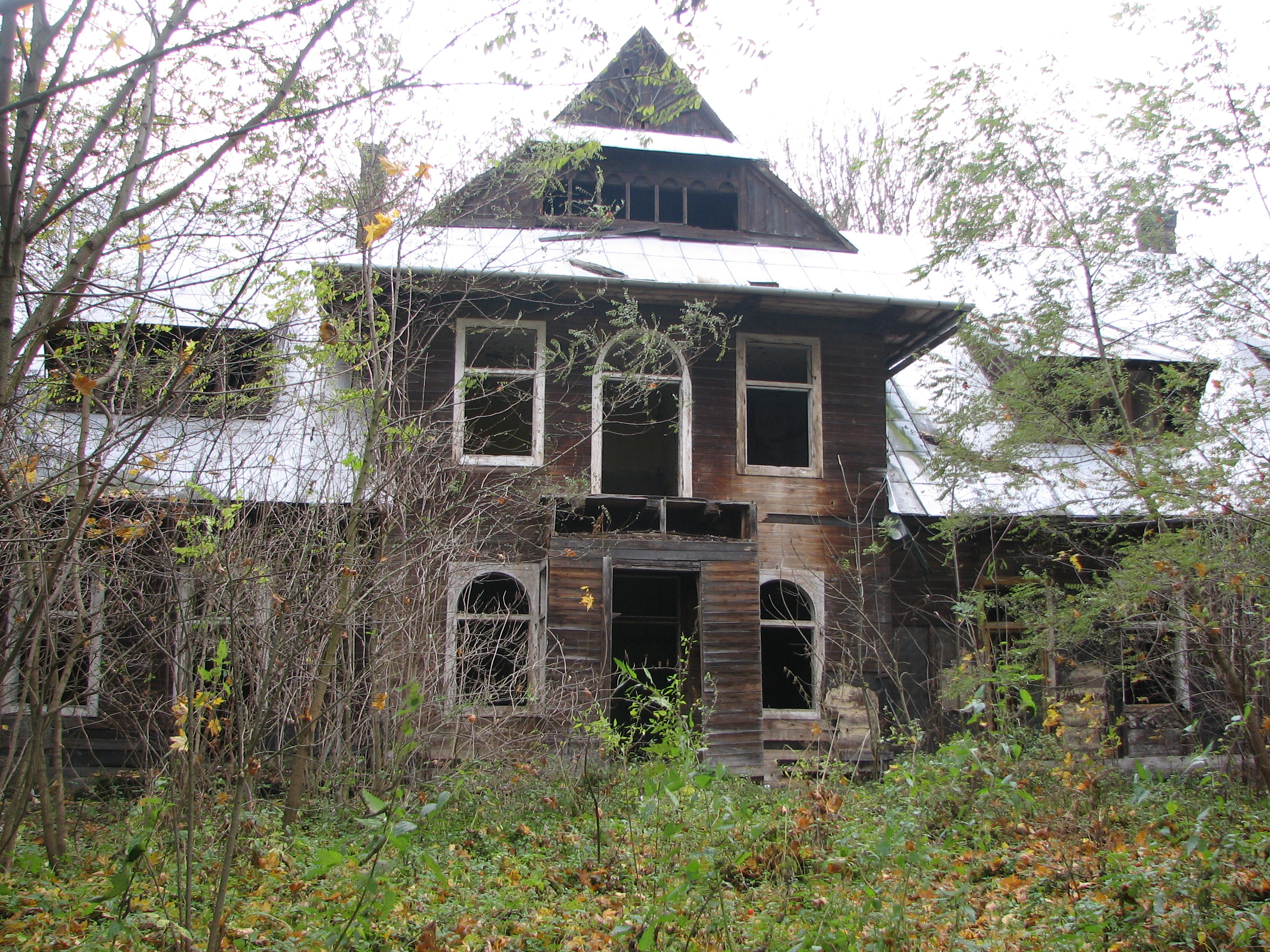
Zabytkowy dwór z pocz. XX w.
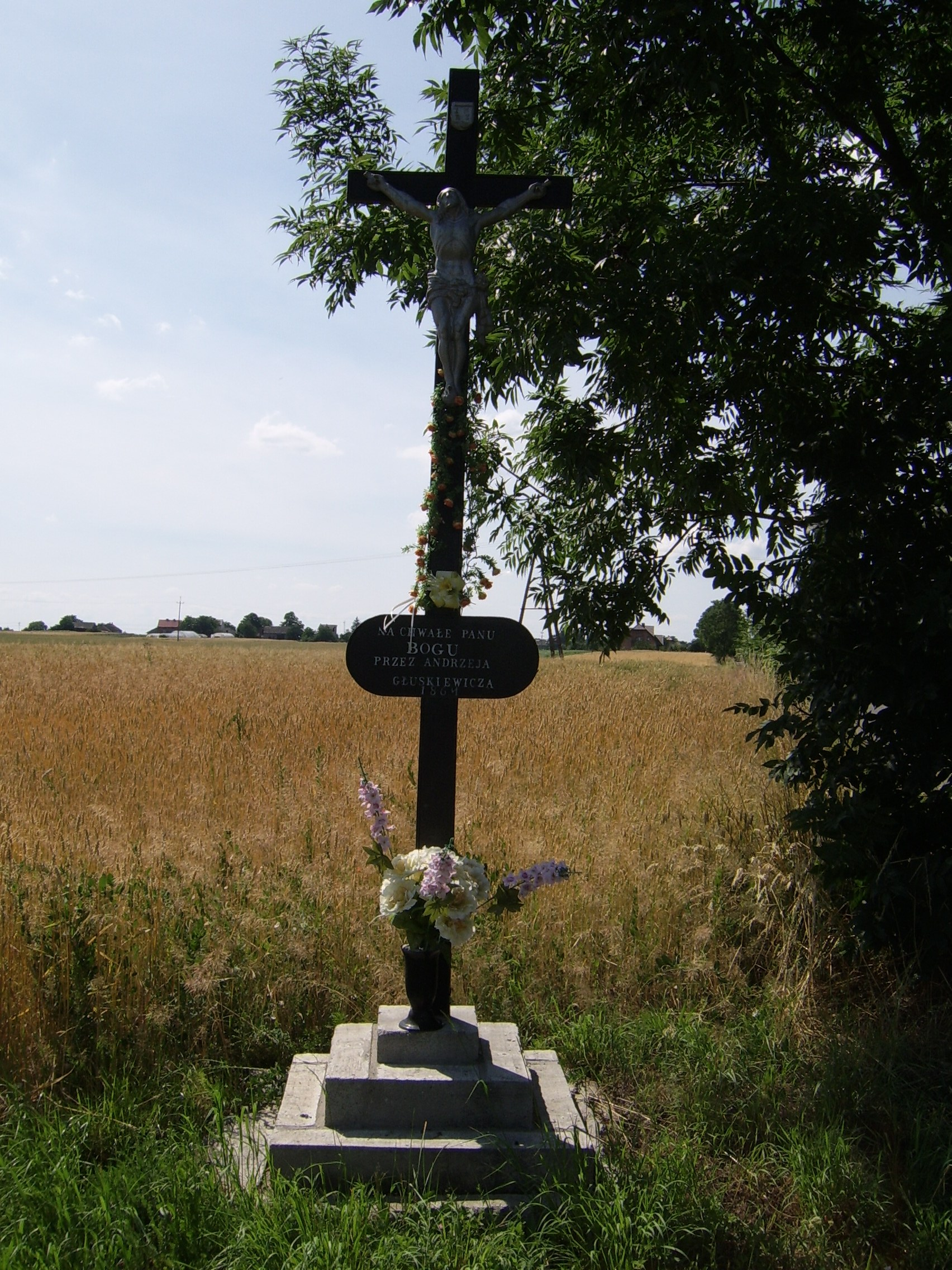
Krzyż 1864 r.
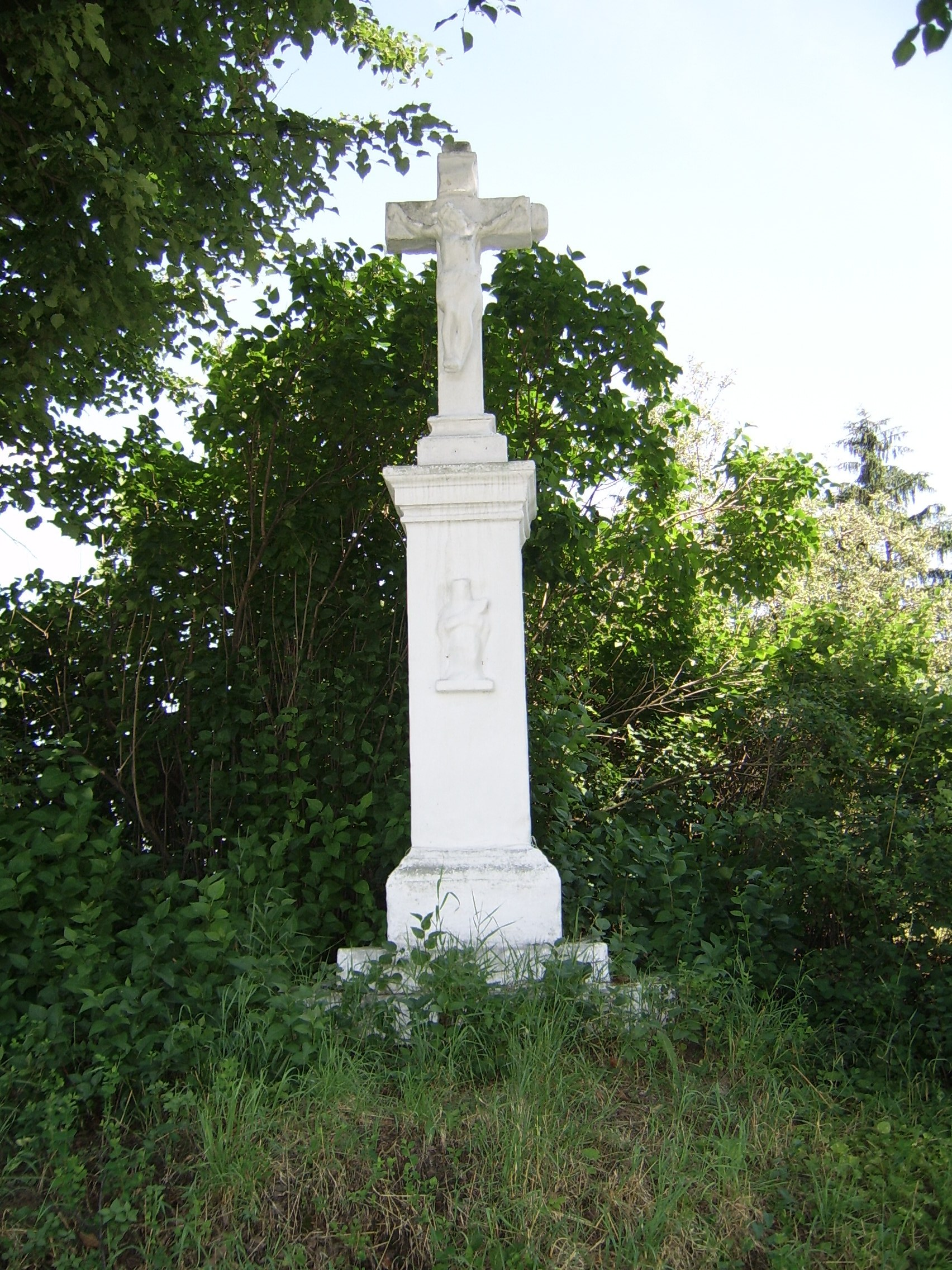
Krzyż pocz. XX w.
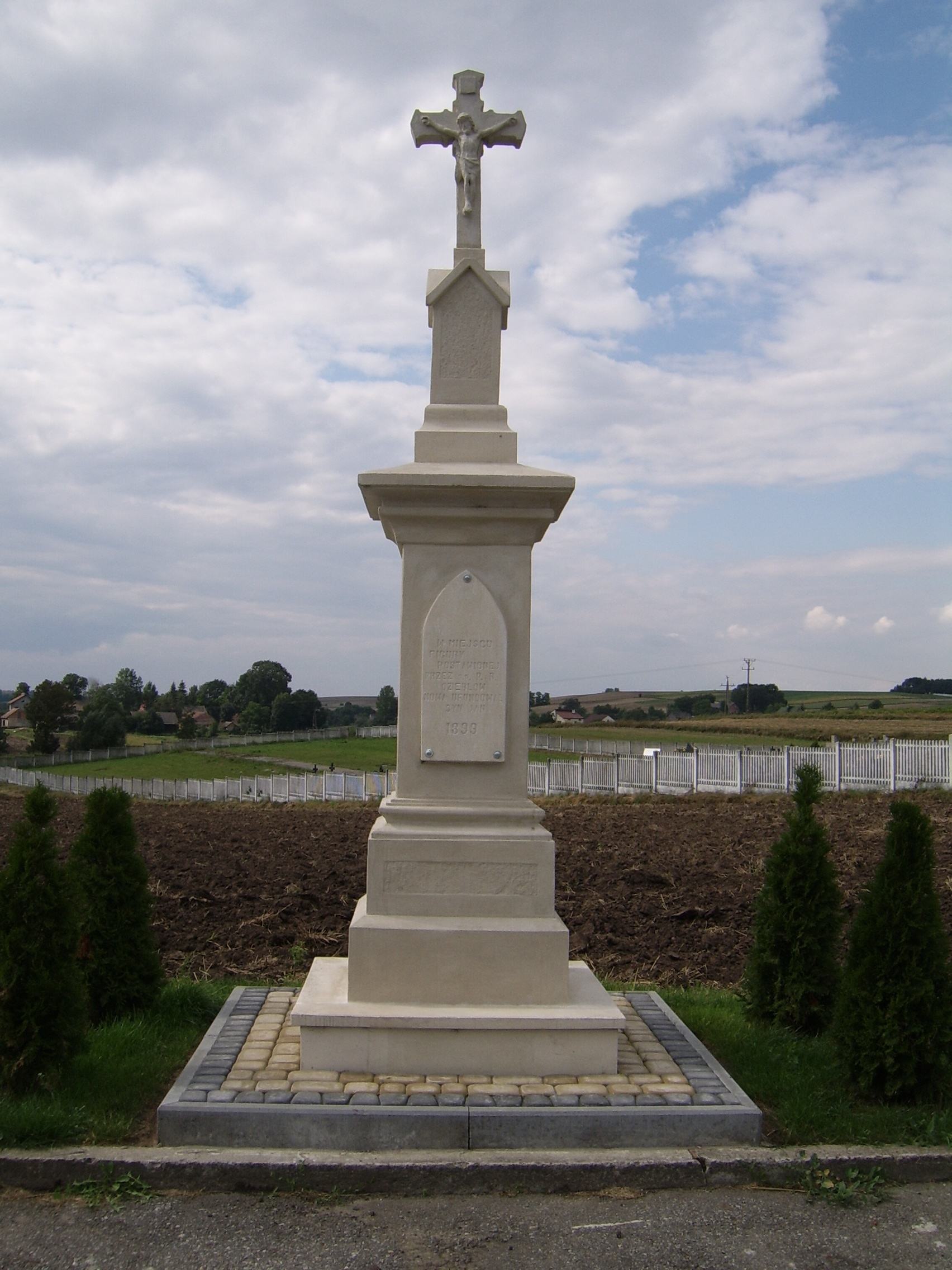
Krzyż 1899 r.
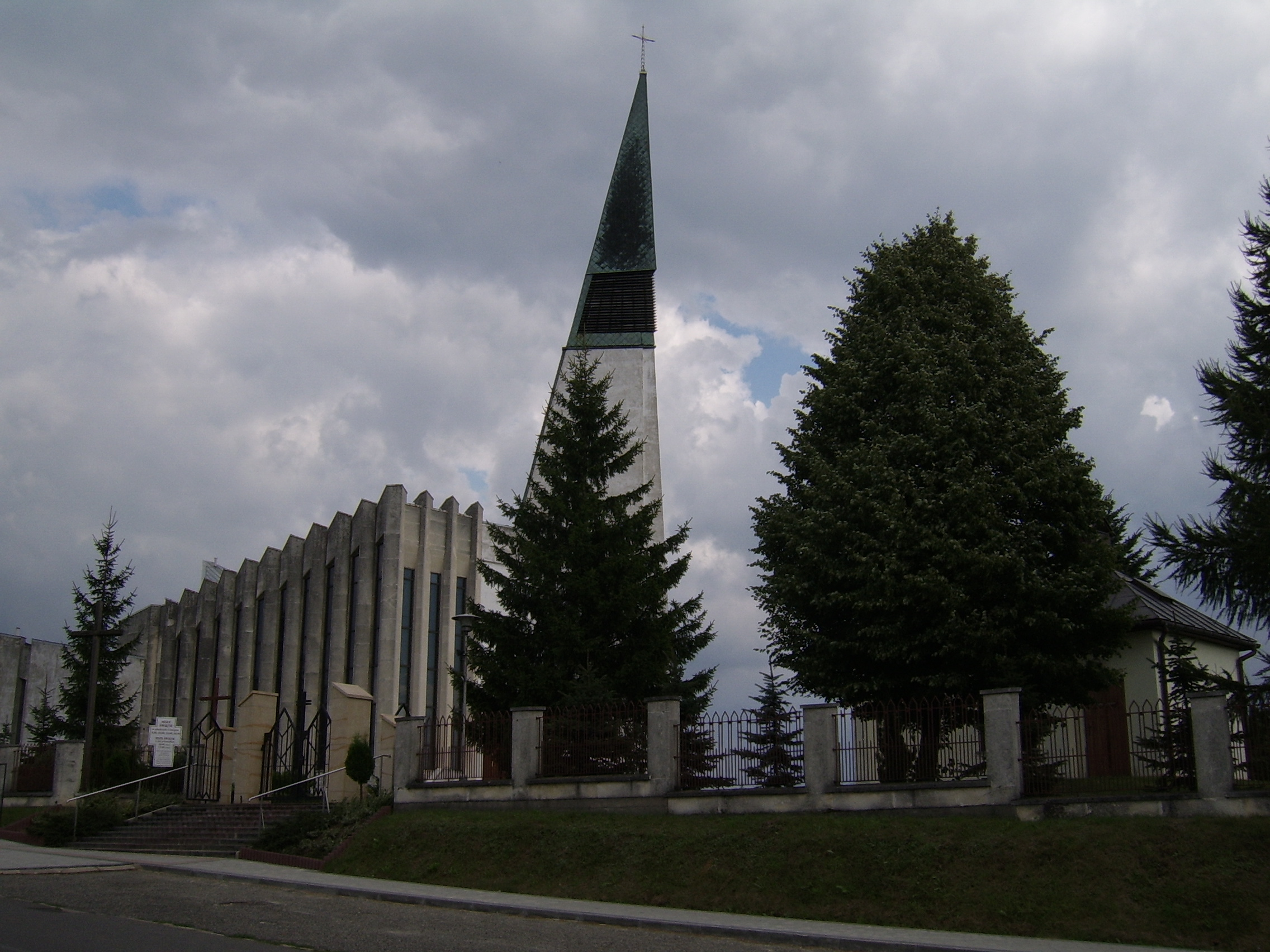
Kościół pw. NMP Królowej Polski zrealizowany według projektu architekta Krystiana Seiberta
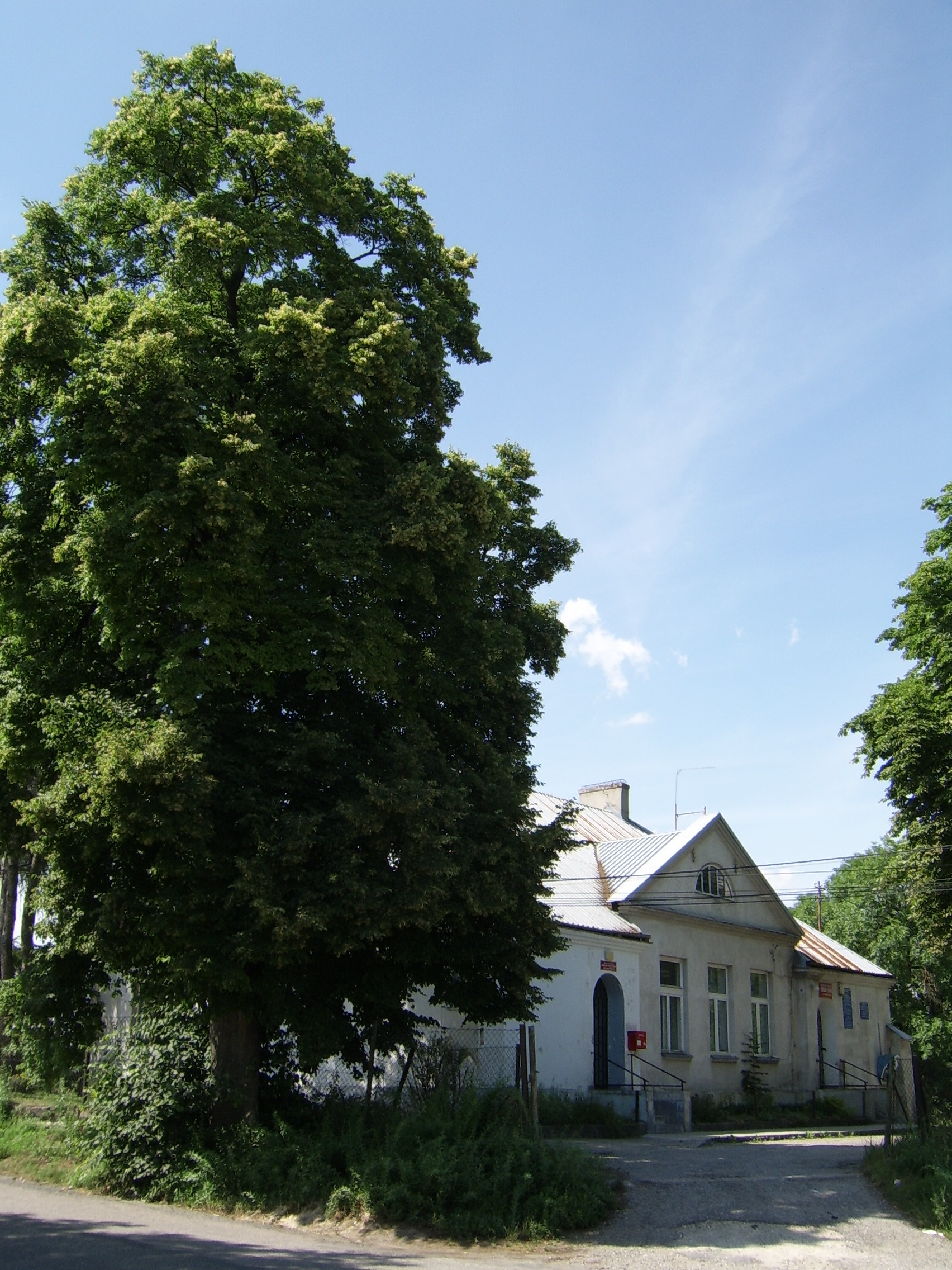
Budynek poczty i ośrodka zdrowia